# Сириус (образовательный центр)
«Сириус» — образовательный центр поддержки талантливых детей в России.

## История создания
Создан в 2015 году образовательным фондом «Талант и успех» по инициативе президента России Владимира Путина на базе Олимпийского парка.
Расположен на самом юге Краснодарского края в образованном в феврале 2020 года посёлке городского типа Сириус, который 22 декабря 2020 года стал первой федеральной территорией России. В момент создания в 2015 году образовательный центр относился к Адлерскому району города Сочи Краснодарского края.
Центр работает круглогодично. Ежемесячно в нём проходят подготовку около 800 детей 10—17 лет из всех регионов России, которые проявили выдающиеся способности или добились успеха в разных областях естественных и гуманитарных наук, искусств и спорта, и более сотни сопровождающих их преподавателей и тренеров, повышающих в центре свою квалификацию. Проезд и пребывание в «Сириусе» для детей бесплатные.

## «Талант и успех»
Образовательный фонд «Талант и успех» основан 22 декабря 2014 года. Его создали на общем собрании известные учёные Станислав Смирнов и Иван Ященко (вместе с Михаилом Ковальчуком входит в Совет по науке и образованию при президенте), деятели культуры Светлана Захарова (прима-балерина Большого театра (с 2003) и миланского театра «Ла Скала» (с 2008)), дирижёры Сергей Ролдугин и Юрий Темирканов, спортсмены Александр Горшков и Валерий Каменский. Возглавляет попечительский совет фонда президент России Владимир Путин, председатель попечительского совета — Андрей Фурсенко. В январе 2015 года руководителем фонда «Талант и успех» стала Елена Шмелёва.

## Финансирование
После олимпиады 2014 года государство решило передать часть построенных к ней в Сочи объектов фонду «Талант и успех». Свою недвижимость ему также жертвовали миллиардеры и крупные компании.
По данным издания «Проект» («Агентство»), несмотря на обещания Путина перевести фонд на частное финансирование, «Талант и успех» финансируется в основном прямыми дотациями от государства (за всё время перечислено как минимум 27,2 млрд рублей) и контролируемых государством компаний (23,6 млрд). Вложения частных лиц и компаний составили лишь 17,5 млрд рублей. Ещё в 2016 году глава администрации президента Антон Вайно заявил, что для долгосрочного содержания фонда будет создан эндаумент, «который позволит к 2019 году выйти на полное финансирование без гос. участия». Однако, по мнению представителей «Проекта», это не было реализовано.